# جيروم واتسون
جيروم واتسون (بالإنجليزية: Jerome Watson)‏ (28 سبتمبر 1974 بالولايات المتحدة - ) هو مدرب كرة قدم ولاعب كرة قدم أمريكي في مركز الهجوم. لعب مع California Jaguars ‏ وColorado Foxes ‏ وNomads Soccer Club ‏ وSan Diego Flash ‏.